# Matteo Silvestri
Matteo Silvestri (Camposampiero, 21 febbraio 1978) è un attore teatrale italiano.

## Biografia
Si è diplomato presso l'Accademia d'arte drammatica del Teatro Stabile del Veneto "Palcoscenico", diretta da Alberto Terrani. Ha iniziato la sua carriera artistica lavorando in teatro e successivamente nel cinema.
Parallelamente alla carriera attoriale, ha avviato attività imprenditoriali nel settore dell'infortunistica e della produzione cinematografica.
Successivamente, ha avviato Hurricane Studios, un'azienda di produzione e distribuzione cinematografica.

## Filmografia
- L'estate di Davide, regia di Carlo Mazzacurati (1997)
- I piccoli maestri, regia di Daniele Luchetti (1998)
- L'altra luna, regia di Carlo Chiaramonte (2020)
- L'orafo, regia di Vincenzo Ricchiuto (2022)
- L'amore che ho, regia di Paolo Licata (2024)
- Blooming death, regia di Luca Fabiani (2024)

## Teatro
- La Nemica, Teatro Stabile del Veneto (2001-2002)
- Quella notte sulla luna di Gianfranco Natoli (2002)
- Lo zoo di vetro di Tennessee Williams, regia di Alberto Terrani (2003)
- Il Caligola di Albert Camus, regia di Sergio Serafini (2004)
- Ippolito di Euripide, regia di Alberto Terrani (2005-2006)
- Invasion, musical diretto da Gabriele Rizzi (2007)

## Riconoscimenti
- Premio Miglior Attore Rivelazione al Terra di Siena Film Festival (2020)
- Premio Miglior Attore Rivelazione al Festival Castelli Romani (2020)